# Antas de Serra do Soajo
Les Antas de Serra do Soajo (ou le Centre mégalithique de Mezio) sont un ensemble de dolmens situé sur le territoire de la municipalité d'Arcos de Valdevez (district de Viana do Castelo, Portugal),. 
Le mot anta est l'équivalent portugais d'« ante » (pilier terminal d'un temple grec ou romain), mais il est aussi employé pour désigner les pierres d'un dolmen ou le dolmen lui-même. Environ 5 000 structures mégalithiques de ce type ont été construites au Néolithique dans l'ouest de la péninsule Ibérique par les successeurs de la culture de la céramique cardiale ou Cardial.
Le mot mamoa (pt) est utilisé dans le nord-ouest de la péninsule Ibérique pour désigner les tumulus funéraires caractéristiques du Néolithique.
Le site est classé monument national depuis 1910 .

## Description
Il s'agit d'un ensemble de monuments mégalithiques comprenant 11 tertres répartis sur un plateau d'environ 1 km de long, à une altitude de 650 m, entre les montagnes Guidão et Gião. Parmi les 11 monuments, 8 sont des tumulus avec des structures de dolmens.
- Mamoa 1, ou Anta de Mezio : C'est une chambre funéraire polygonale formée d'orthostates imbriqués sur lesquels repose la grande dalle du toit. Les vestiges du couloir d'entrée sont orientés à l'est[4].
- Mamoa 2 : Il est situé à environ 200 m du précédent et à une altitude de 655 m. Il a été partiellement fouillé et conserve sa chambre polygonale, sa grande dalle de toit et les vestiges du couloir qui fait face à l'est[5].
- Mamoa 5 : C'est un tertre non ouvert[6].
- Mamoa 6 : C'est une chambre polygonale, avec une petite ouverture devant le support de tête, constitué d'un petit vestibule, formé à l'origine de deux petites dalles latérales en granit et d'une troisième fermant l'espace à l'avant. La chronologie de construction de ce tumulus est estimée à la seconde moitié du Ve millénaire av. J.-C.. Cependant, le matériel lithique mis au jour lors de la dernière intervention menée par l'archéologue Nuno Miguel Soares, entre 1996 et 2000, et dans le cadre d'un projet innovant de préservation du patrimoine financé conjointement par la municipalité d'Arcos de Valdevez et le FEDER, pourrait indiquer une période d'occupation de la tombe proche de la seconde moitié du IIIe millénaire av. J.-C.[7].

## Galerie

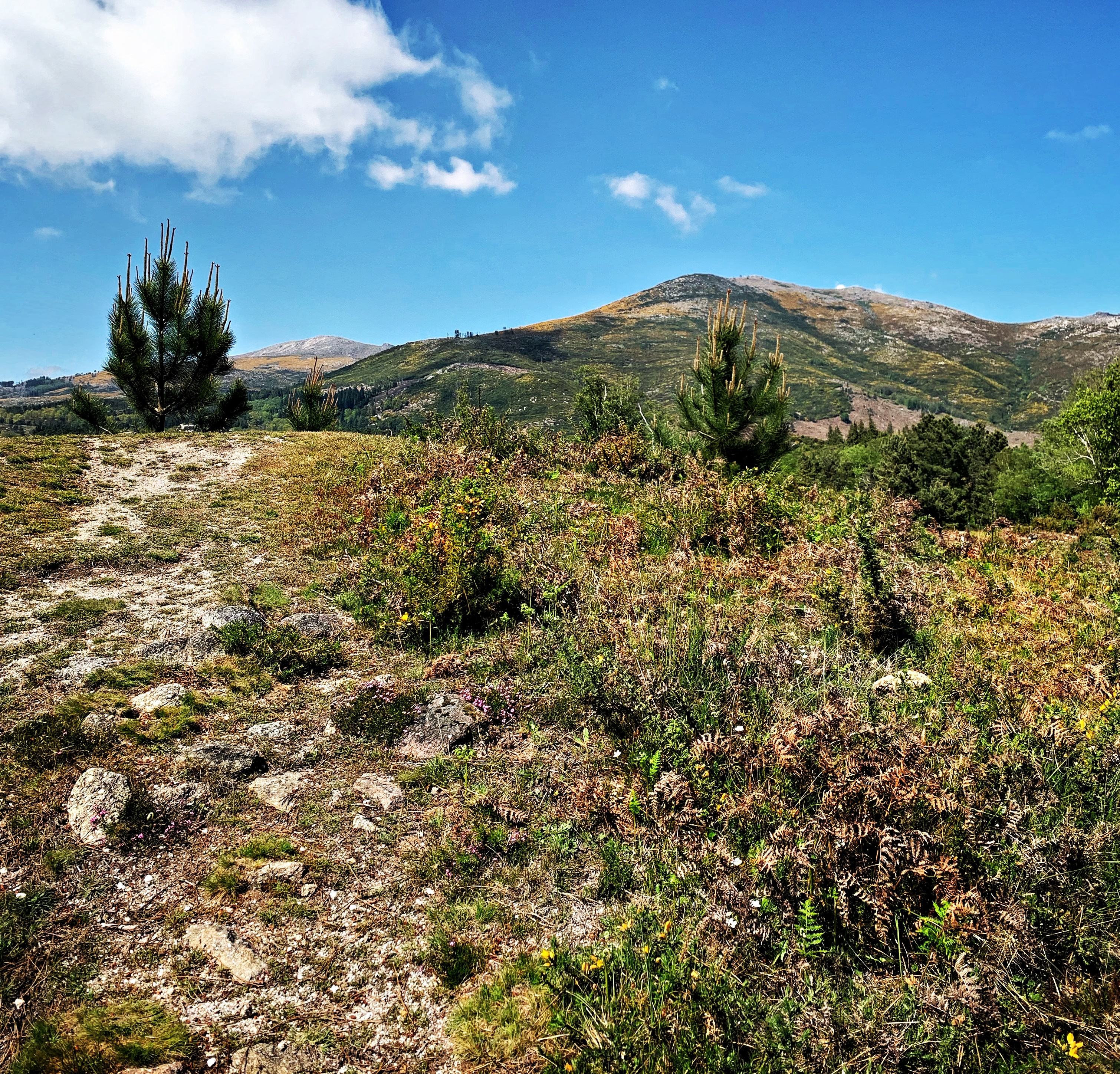
Mamoa 5.
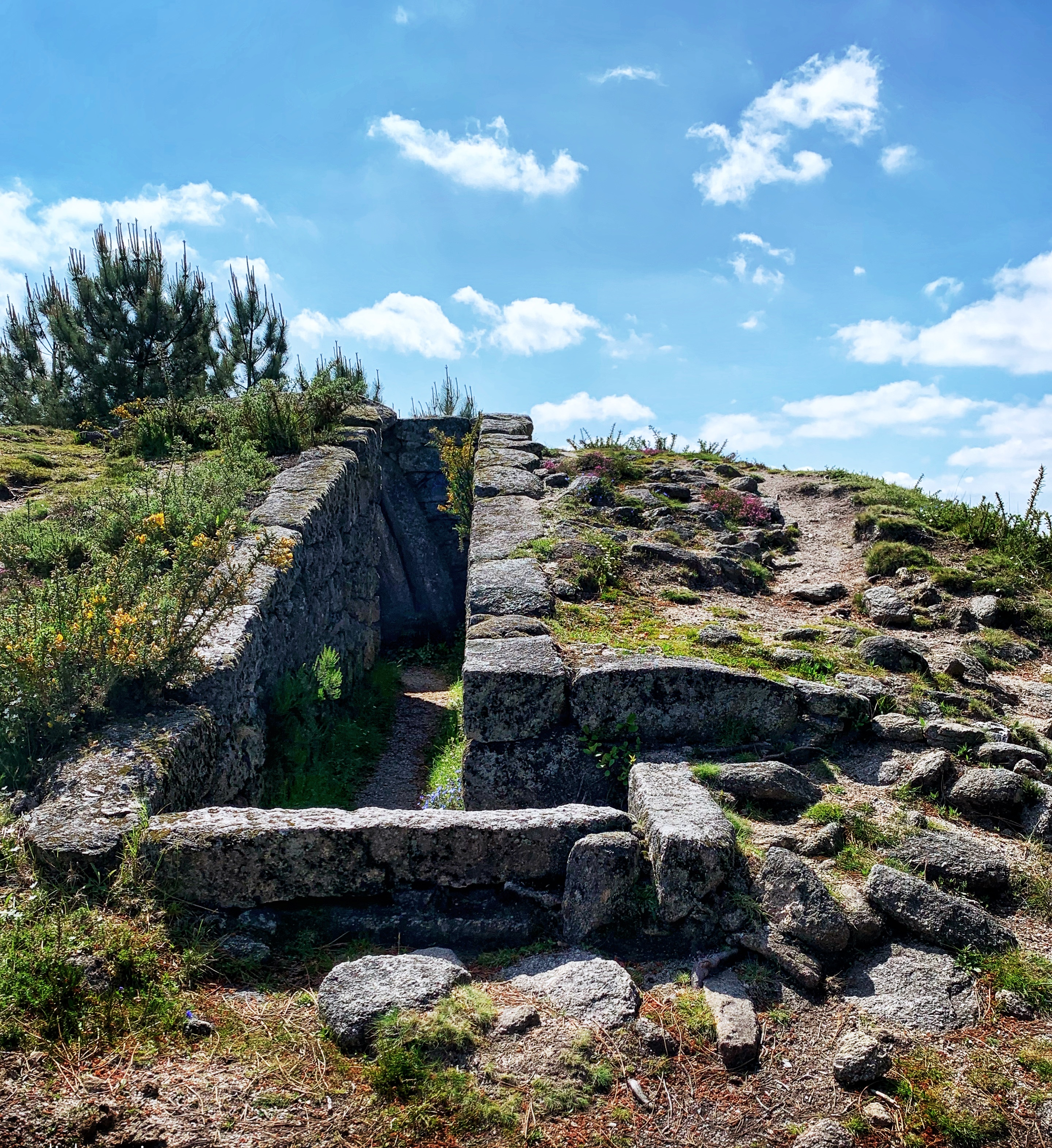
Mamoa 6.